# Austrolebias affinis
Austrolebias affinis är en fiskart som först beskrevs av Amato, 1986.  Austrolebias affinis ingår i släktet Austrolebias och familjen Rivulidae. IUCN kategoriserar arten globalt som sårbar. Inga underarter finns listade.

## Bildgalleri

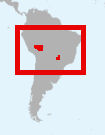